# Gunung Salak (kulle i Indonesien, Aceh, lat 4,74, long 97,53)
Gunung Salak är en kulle i Indonesien.   Den ligger i provinsen Aceh, i den västra delen av landet, 1 600 km nordväst om huvudstaden Jakarta. Toppen på Gunung Salak är 272 meter över havet, eller 167 meter över den omgivande terrängen. Bredden vid basen är 9,3 km.
Terrängen runt Gunung Salak är platt åt nordväst, men åt sydost är den kuperad.Runt Gunung Salak är det ganska tätbefolkat, med 93 invånare per kvadratkilometer. I omgivningarna runt Gunung Salak växer i huvudsak städsegrön lövskog.